# Đội tuyển bóng đá quốc gia Đế quốc Nga
Đội tuyển bóng đá quốc gia Đế quốc Nga là đội tuyển bóng đá đại diện cho Đế quốc Nga từ 1910 tới 1914.

## Lịch sử
Đế quốc Nga thi đấu trận đấu quốc tế không chính thức đầu tiên vào tháng 10 năm 1910 gặp Đội tuyển quốc gia Bohemia. Liên hiệp bóng đá toàn Nga được thành lập vào tháng 1 năm 1912 và được FIFA công nhận cùng năm. Trận đấu quốc tế chính thức đầu tiên của Đế quốc Nga là trận đấu vòng hai gặp Đội tuyển quốc gia Phần Lan tại Thế vận hội Mùa hè 1912 ở Stockholm.
Sự phát triển của bóng đá Nga dừng lại do Thế chiến I năm 1914. Các cuộc gặp Đội tuyển quốc gia Đức và Đội tuyển quốc gia Pháp được dự kiến diễn ra vào mùa xuân năm 1915 bị hoãn lại. Một lượng lớn các cầu thủ chết trong chiến tranh một số khác rời khỏi đất nước sau Cách mạng Nga 1917. Đội tuyển bóng đá quốc gia Liên Xô được thành lập vào tháng 8 năm 1923 và được FIFA chấp nhận là hậu thân của đội tuyển quốc gia Đế quốc Nga, rồi sau đó trở thành Đội tuyển bóng đá quốc gia Nga năm 1992.

## Huấn luyện viên
- Georges Duperron (1910–1913)
- Robert Fulda (1914)

## Kết quả thi đấu quốc tế
Đội tuyển bóng đá quốc gia Đế quốc Nga thi đấu tổng cộng 8 trận chính thức và 8 trận không chính thức trong khoảng thời gian từ thánng 10, 1910 tới tháng 7 năm 1914.
| Ngày                 | Địa điểm             | Sân                     | Giải đấu              | Đối thủ       | Tỉ số(1) |
| -------------------- | -------------------- | ----------------------- | --------------------- | ------------- | -------- |
| 16 tháng 10 năm 1910 | Sankt-Peterburg, Nga | Sân vận động Thể thao   | Trận không chính thức | Bohemia       | 5–4      |
| 23 tháng 10 năm 1910 | Moskva, Nga          | Sân vận động ZKS        | Trận không chính thức | Bohemia       | 1–0      |
| 2 tháng 9 năm 1911   | Sankt-Peterburg, Nga | Sân vận động Nevsky     | Trận không chính thức | Nghiệp dư Anh | 0–14     |
| 3 tháng 9 năm 1911   | Sankt-Peterburg, Nga | Sân vận động Nevsky     | Trận không chính thức | Nghiệp dư Anh | 0–7      |
| 4 tháng 9 năm 1911   | Sankt-Peterburg, Nga | Sân vận động Nevsky     | Trận không chính thức | Nghiệp dư Anh | 0–11     |
| 6 tháng 5 năm 1912   | Moskva, Nga          | Union Golf Club         | Trận không chính thức | Phần Lan      | 1–1      |
| 30 tháng 6 năm 1912  | Stockholm, Thụy Điển | Sân vận động Olympic    | Thế vận hội Mùa hè    | Phần Lan      | 1–2      |
| 1 tháng 7 năm 1912   | Stockholm, Thụy Điển | Sân vận động Olympic    | Thế vận hội Mùa hè    | Đức           | 0–16     |
| 3 tháng 7 năm 1912   | Stockholm, Thụy Điển | Tranebergs Idrottsplats | Giao hữu              | Na Uy         | 1–2      |
| 12 tháng 7 năm 1912  | Moskva, Nga          | Sokolniki Park          | Trận không chính thức | Hungary       | 0–9      |
| 14 tháng 7 năm 1912  | Moskva, Nga          | Sokolniki Park          | Giao hữu              | Hungary       | 0–12     |
| 29 tháng 4 năm 1913  | Sankt-Peterburg, Nga | Sân vận động Nevsky     | Trận không chính thức | Thụy Điển     | 1–5      |
| 4 tháng 5 năm 1913   | Moskva, Nga          | Sokolniki Park          | Giao hữu              | Thụy Điển     | 1–4      |
| 14 tháng 9 năm 1913  | Moskva, Nga          | Sokolniki Park          | Giao hữu              | Na Uy         | 1–1      |
| 5 tháng 7 năm 1914   | Stockholm, Thụy Điển | Sân vận động Olympic    | Giao hữu              | Thụy Điển     | 2–2      |
| 12 tháng 7 năm 1914  | Christiania, Na Uy   | Bislett                 | Giao hữu              | Na Uy         | 1–1      |

(1) Kết quả của Đế quốc Nga xếp trước.

## Thống kê cầu thủ

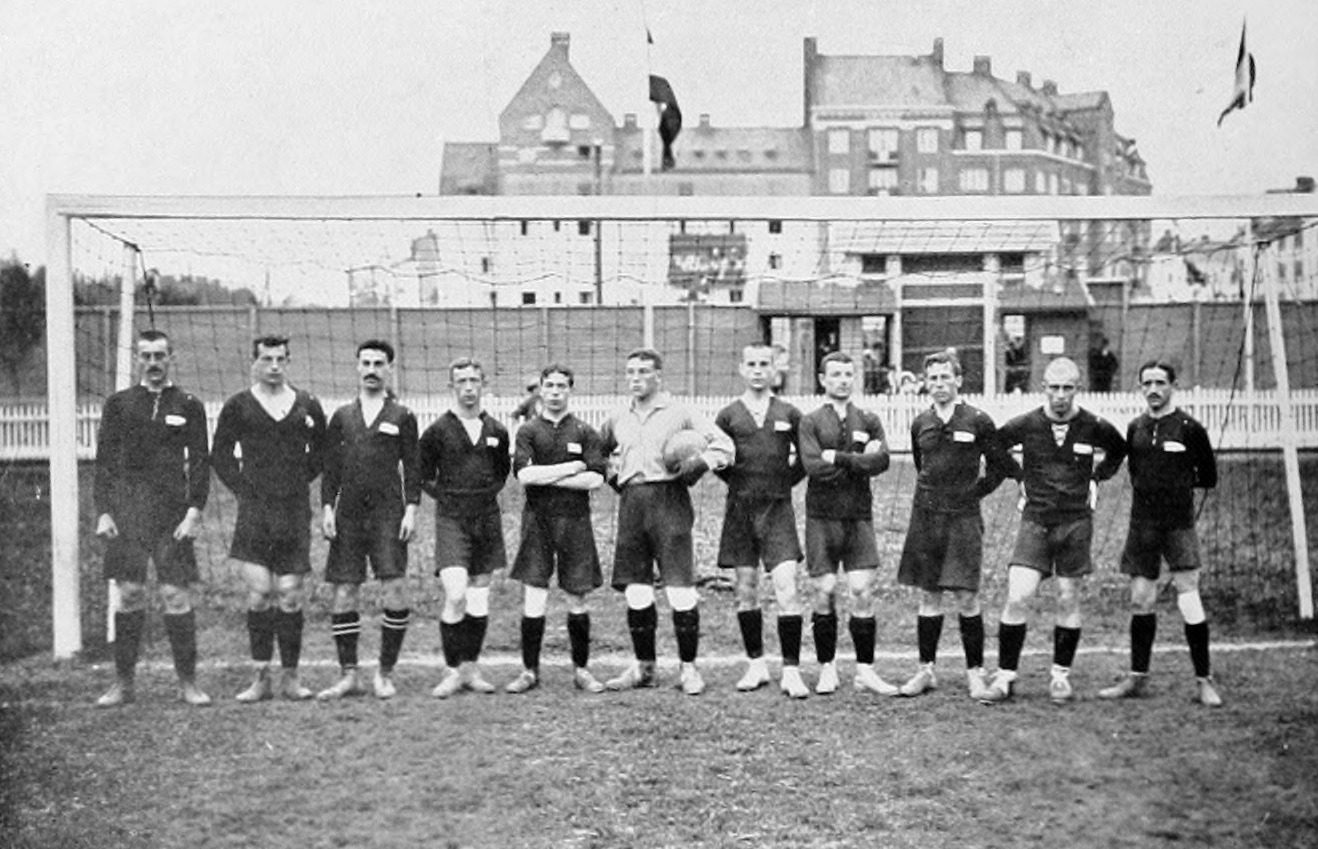
Đội hình của Đế quốc Nga tại Olympic 1912

Chỉ tính các trận quốc tế chính thức.

### Thi đấu nhiều trận nhất
- Vasily Zhitarev, 8
- Nikita Khromov, 6
- Vasily Butusov, 5
- Andrei Akimov, 4
- Pyotr Sokolov, 4
- Nikolai Denisov, 3
- Lev Favorsky, 3
- Dmitri Matrin, 3
- Aleksandr Filippov, 3
- Fyodor Rimsha, 3
- Sergei Romanov, 3
- Mikhail Smirnov, 3
- Ivan Vorontsov, 3
- Mikhail Yakovlev, 3

### Bàn thắng
- Vasily Zhitarev, 4
- Vasily Butusov, 1
- Aleksandr Krotov, 1
- Valentin Sysoyev, 1